# Bistum Mocoa-Sibundoy
Das Bistum Mocoa-Sibundoy (lat.: Dioecesis Mocoënsis-Sibundoyensis, span.: Diócesis de Mocoa-Sibundoy) ist eine in Kolumbien gelegene römisch-katholische Diözese mit Sitz in Sibundoy.

## Geschichte
Das Bistum Mocoa-Sibundoy wurde am 8. Februar 1951 durch Papst Pius XII. aus Gebietsabtretungen des Apostolischen Vikariates Caquetá als Apostolisches Vikariat Sibundoy errichtet. Am 29. Oktober 1999 wurde das Apostolische Vikariat Sibundoy durch Papst Johannes Paul II. zum Bistum erhoben und in Bistum Mocoa-Sibundoy umbenannt. Es wurde dem Erzbistum Popayán als Suffraganbistum unterstellt. Papst Franziskus unterstellte das Bistum am 13. Juli 2019 dem Erzbistum Florencia als Suffragandiözese.

## Ordinarien

### Apostolische Vikare von Sibundoy
- Camilo Plácido Crous y Salichs OFMCap, 1951–1971
- Ramón Mantilla Duarte CSsR, 1971–1977, dann Bischof von Garzón
- Rafael Arcadio Bernal Supelano CSsR, 1978–1990, dann Bischof von Arauca
- Fabio de Jesús Morales Grisales CSsR, 1991–1999

### Bischöfe von Mocoa-Sibundoy
- Fabio de Jesús Morales Grisales CSsR, 1999–2003
- Luis Alberto Parra Mora, 2003–2014
- Luis Albeiro Maldonado Monsalve, 2015–2025, dann Bischof von Santa Rosa de Osos
  - Sedisvakanz seit 10. April 2025